# 자니스 주니어
주니어(일본어: ジュニア)는 일본 STARTO ENTERTAINMENT의 연습생으로서 정식 데뷔 전, 여러 가지 연예 활동을 하는 그룹이다. 드라마, 쇼 프로그램 등 주니어 생활을 하다가 CD 데뷔를 하게 되면 정식 자니스 소속 가수가 된다. 소속 멤버들은 방송 활동을 하지 않는 경우, 탈퇴했지만 알려지지 않은 경우 등으로 인해 정확하게 알기는 쉽지 않았으나 2019년 ISLAND TV의 설립 이후 프로필 등의 삭제로 퇴소하는 경우 바로 인지할 수 있게 조치되었다.

## 주요 소속 멤버
※생년월일순
| 도쿄 주니어     | 도쿄 주니어 | 도쿄 주니어      | 도쿄 주니어 |
| 이름            | 일본어 표기 | 생년월일         | 출신지      |
| --------------- | ----------- | ---------------- | ----------- |
| 나카무라 레이아 | 中村 嶺亜   | 1997년 4월 2일   | 도쿄도      |
| 사토 류가       | 佐藤 龍我   | 2002년 12월 17일 | 가나가와현  |
| 칸사이 주니어   |             |                  |             |
| 이름            | 일본어 표기 | 생년월일         | 출신지      |
| 니시무라 타쿠야 | 西村 拓哉   | 2003년 4월 19일  | 오사카부    |
| 시마사키 토아   | 嶋﨑 斗亜   | 2003년 8월 3일   | 오사카부    |
| 오오니시 후가   | 大西 風雅   | 2004년 2월 8일   | 교토부      |
| 오카자키 코타로 | 岡﨑 彪太郎 | 2004년 3월 23일  | 오사카부    |
| 토마 루쿠       | 當間 琉巧   | 2004년 4월 22일  | 시가현      |

## 소속 그룹

### 도쿄 주니어

#### HiHi Jets
구성원
- 하시모토 료 (橋本 涼) - 최연장자.
- 이노우에 미즈키 (井上 瑞稀)
- 이가리 소우야 (猪狩 蒼弥)
- 사쿠마 류토 (作間 龍斗) - 최연소.

이전 구성원
- 타카하시 유토 (髙橋 優斗)
- 이와사키 타이쇼 (岩﨑 大昇)
- 하바 유키 (羽場 友紀)
- 우키쇼 히다카 (浮所 飛貴)
- 이가라시 레오(五十嵐 玲央)

#### 미 소년 (美 少年)
프로듀서:마츠모토 준
구성원
- 후지이 나오키 (藤井 直樹) - 최연장자.
- 나스 유토 (那須 雄登)
- 우키쇼 히다카 (浮所 飛貴)
- 이와사키 타이쇼 (岩﨑 大昇)
- 사토 류가(佐藤 龍我)
- 카나사시 잇세이 (金指 一世) - 최연소.

#### 7 MEN 사무라이 (7 MEN 侍)
구성원
- 나카무라 레이아(中村 嶺亜) - 최연장자.
- 스게타 린네 (菅田 琳寧)
- 모토다카 카츠키 (本髙 克樹)
- 콘노 타이키 (今野 大輝)
- 야바나 레이 (矢花 黎)
- 사사키 타이코 (佐々木 大光) - 최연소.

이전 구성원
- 마에다 코키 (前田 航気)
- 이가라시 레오(五十嵐 玲央)

#### 소년닌자 (少年忍者)
구성원
| - 나가세 유세이 (長瀬 結星) - 모토키 와쿠 (元木 湧) - 바사예가 와타루 (ヴァサイェガ 渉) - 스즈키 유진 (鈴木 悠仁) - 아오키 코헤이 (青木 滉平) - 아지마 히데키 (安嶋 秀生) - 야마이 츠바사 (山井 飛翔) | - 오다 쇼세이 (小田 将聖) - 오리야마 나오 (織山 尚大) - 우치무라 소타 (内村 颯太) - 이나바 미치하루 (稲葉 通陽) - 카와사키 코키 (川﨑 皇輝) - 카와사키 호시키 (川﨑 星輝) - 쿠로다 코키 (黒田 光輝) | - 쿠보 렌 (久保 廉) - 키타가와 타쿠미 (北川 拓実) - 타무라 카이루 (田村 海琉) - 타키 요지로 (瀧 陽次朗) - 토요다 리쿠토 (豊田 陸人) - 후카다 류세이 (深田 竜生) - 히야마 코세이 (檜山 光成) |

#### SpeciaL
구성원
- 마츠오 타츠루 (松尾 龍) - 최연장자.
- 하야시 렌 (林 蓮音)
- 나카무라 코다이 (中村 浩大)
- 와다 유키 (和田 優希) - 최연소.

#### Go!Go!kids
구성원
- 사쿠마 레쿠 (佐久間 玲駈)
- 사메시마 료 (鮫島 令)
- 타나카 히나리 (田仲 陽成)
- 테라사와 코토우 (寺澤 小十侑)
- 하무라 진세이 (羽村 仁成)
- 마츠우라 긴지 (松浦 銀志) - 최연장자.
- 미무라 코키 (三村 航輝)
- 우에하라 켄신 (上原 剣心) - 최연소.

### 칸사이 주니어

#### 리틀 칸사이 (Lil かんさい)
구성원
- 니시무라 타쿠야 (西村 拓哉) - 최연장자.
- 시마사키 토아 (嶋﨑 斗亜)
- 오오니시 후가 (大西 風雅)
- 오카자키 코타로 (岡﨑 彪太郎) - 리더[4].
- 토마 루쿠 (當間 琉巧) - 최연소.

#### Ae! group (Aぇ! group)
프로듀서:칸쟈니∞요코야마 유
구성원
- 스에자와 세이야 (末澤 誠也) - 최연장자.
- 쿠사마 리처드 케이타 (草間 リチャード 敬太)
- 마사카도 요시노리 (正門 良規)
- 코지마 켄 (小島 健) - 리더[5].
- 사노 마사야 (佐野 晶哉) - 최연소.

#### Boys be
구성원
- 이토 아츠시 (伊藤 篤志)
- 센다 아오이 (千田 藍生)
- 야마나카 이츠키 (山中 一輝)
- 이케가와 유키야 (池川 侑希弥)
- 카메이 카이리 (亀井 海聖)
- 이와쿠라 츠카사 (岩倉 司) - 최연소.
- 마루오카 코세이 (丸岡 晃聖)
- 스미 신타로 (角 紳太郎) - 리더[7], 최연장자.
- 우에가키 코스케 (上垣 廣祐)
- 키타무라 진타로 (北村 仁太郎)
- 사키모토 코타로 (嵜本 孝太朗)
- 나카가와 세이타 (中川 惺太)[8]

#### AmBitious
구성원
- 마유미 타케유키 (真弓 孟之)
- 우라 리쿠토 (浦 陸斗)
- 오오우치 리온 (大内 リオン)
- 이노우에 이치타 (井上 一太) - 최연소.
- 나가오카 레오 (永岡 蓮王)
- 오카 유리 (岡 佑吏)
- 카와시타 가쿠 (河下 楽) - 최연장자.
- 요시카와 타로 (吉川 太郎)

## 같이 보기
- 자니스 사무소
- 주니어 목록
- 과거의 자니스 소속자